# German Hofmann
German Hofmann (* 10. April 1942 in Frickenhausen am Main, Landkreis Würzburg; † 3. Juli 2007 in Ochsenfurt) war ein deutscher Musiker der volkstümlichen Musik. Er war der Gründer und Leiter der Original Ochsenfurter Blasmusik aus dem bayerischen Frankenland. 

## Leben
German spielte mit sechs Jahren im Blasmusikorchester seines Vaters in Frickenhausen am Main und lernte das Notenlesen. Nach der Schule erlernte er zunächst das Maurerhandwerk und arbeitete als Facharbeiter für Kaminbauten. Schließlich besuchte er das Würzburger Konservatorium, wo er Musik bei Richard Stegmann studierte. 1959 gründete German seine erste Band. Gleichzeitig spielte er Trompete in mehreren Blasorchestern, bevor er 1968 für den Volkstrachtenverein Ochsenfurt eine eigene Blaskapelle zusammenstellte.
Mit seinen Blasorchester nahm German Hofmann mehrere Schallplatten auf und wurde durch die Fernseh-Engagements überregional bekannt. Er gab den SAT1-Edelweiß-Galas oder der Frankenfastnacht aus Veitshöchheim den musikalischen Rahmen. Auch Germans Tochter sang unter dem Künstlernamen Karina mit dem Orchester.
1989 nahmen die Ochsenfurter beim Grand Prix der Volksmusik mit ihrem Titel Kreuther Marsch teil. Auch beim Grand Prix der Volksmusik 1991 nahm das Blasorchester mit Peters Polka teil.
German Hofmann war mit seiner Original Ochsenfurter Blasmusik Dauergast auf dem Cannstatter Volksfest in Stuttgart, ging jedes Jahr auf Schlagertournée und hatte in der Wintersaison Gala-Auftritte auf Bällen und Tanzveranstaltungen. Da die Ochsenfurter Blasmusik wie eine Big Band besetzt war, war der halbjährliche Genrewechsel problemlos möglich. 
Am 29. Mai 1998 verlieh ihm die Stadt Ochsenfurt zum 30-jährigen Bühnenjubiläum vor einem Gala-Abend den Kulturpreis der Stadt. „German Hofmanns Musiker- und Dirigentenkarriere ist beispiellos im deutschen Showbusineß“, schrieb die Tageszeitung Mainpost zum Jubiläum.
2004 zog er sich, unter anderem krankheitsbedingt, aus dem Profimusikgeschäft zurück. Er starb am 3. Juli 2007 an Krebs.
Hofmann war seit 1963 verheiratet mit Irene. Das Paar hat einen Sohn und eine Tochter.

## Erfolgstitel
- Der Babba und die Mamma san immer für di da (mit Karina)
- Merci Maus
- Heinzelmännchens Wachtparade
- Musikanten-Parade
- Schützenliesl
- Cannstatter Wasen-Lied

## Diskografie
Alben (Auswahl)
- Goldene Blasmusikerfolge
- Ja, so schön ist Blasmusik